# تشارلز نيوتن
تشارلز نيوتن (بالإنجليزية: Charles Newton)‏ هو ممثل أمريكي، ولد في 8 أكتوبر 1874 في الولايات المتحدة، وتوفي في 1926.

## وصلات خارجية
- تشارلز نيوتن على موقع IMDb (الإنجليزية)
- تشارلز نيوتن على موقع قاعدة بيانات الفيلم (الإنجليزية)